# Otto Vacek
Otto Vacek war ein deutscher Fußballspieler, der mit dem FC Bayern München 1932 die Deutsche Meisterschaft gewann.

## Karriere
Vacek gehörte zur Saison 1930/31 dem FC Bayern München an, für den er in der höchsten regionalen Fußballklasse, der südbayerischen Bezirksliga, als Stürmer
zum Einsatz kam und am Ende seiner Premierensaison den Titel des Südbayerischen Meisters gewann. Dies gelang ihm mit der Mannschaft auch in der Saison 1931/32 sowie ein zweiter Platz in der Endrunde um die süddeutschen Meisterschaft, der zur Teilnahme an der Endrunde um die deutsche Meisterschaft berechtigte. Nachdem seine Mitspieler – er wurde in der Endrunde nicht eingesetzt – mit 4:2 über Minerva 93 Berlin im Achtelfinale, mit 3:2 über den PSV Chemnitz im Viertelfinale und mit 2:0 über den 1. FC Nürnberg im Halbfinale das Finale erreichten und dieses mit 2:0 gegen Eintracht Frankfurt gewannen, durfte er sich als Teil der Mannschaft auch als Deutscher Meister bezeichnen. In der Folgesaison gewann er mit den Bayern nochmals die Südbayerische Meisterschaft.
Von 1933 bis 1936 war er für die Mannschaft in der Gauliga Bayern aktiv. Des Weiteren kam er am 1. September 1935 in der 1. Schlussrunde bei der 4:5-Niederlage n. V. beim Ulmer FV 1894 im Tschammerpokal zum Einsatz.

## Erfolge
- Deutscher Meister 1932
- Südbayerischer Meister 1931, 1932, 1933